# Autómata
Autómata är en bulgarisk-spansk science fiction-film från 2014.

## Handling
Året är 2044 och världen har drabbats av solstormar som dödat 99,7% av jordens befolkning. Jacq Vaucan (Antonio Banderas) är en av de 21 miljoner som överlevde katastrofen och han arbetar med försäkringsfall kopplade till robotar. Han utreder flera misstänkta fall av att robotarna ändrat sig själva, något som ska vara omöjligt enligt de säkerhetsprotokoll som installerats i robotarna.

## Om filmen
Autómata regisserades av Gabe Ibáñez, som även skrivit filmens manus tillsammans med Igor Legarreta och Javier Sánchez Donate. Filmen premiärvisades 20 september 2014 på San Sebastián International Film Festival, där den också nominerades till festivalens bästa film.

## Rollista (urval)
| Antonio Banderas        | – Jacq Vaucan       |
| Dylan McDermott         | – Sean Wallace      |
| Melanie Griffith        | – Duprè             |
| Birgitte Hjort Sørensen | – Rachel Vaucan     |
| Robert Forster          | – Robert Bold       |
| Tim McInnerny           | – Vernon Conway     |
| David Ryall             | – Dominic Hawk      |
| Javier Bardem           | – Blue Robot (röst) |